# Накрывающая гомотопия
Накрывающая гомотопия  для гомотопии {\displaystyle F_{t}:Z\to Y}  при заданном отображении {\displaystyle p:X\to Y} ― гомотопия {\displaystyle G_{t}:Z\to X} такая, что {\displaystyle p\circ G_{t}=F_{t}}. 
При этом, если накрывающее отображение {\displaystyle G_{0}} для
отображения {\displaystyle F_{0}} было задано заранее, то {\displaystyle G_{t}} продолжает {\displaystyle G_{0}}. 

## Связанные определения
- Если для данного отображения {\displaystyle p\colon X\to Y} и любой гомотопии {\displaystyle F_{t}\colon Z\to Y} с паракомпактным {\displaystyle Z} и любого {\displaystyle G_{0}} такого что {\displaystyle p\circ G_{0}=F_{0}} имеется продолжение {\displaystyle G_{0}} до накрывающей гомотопии {\displaystyle G_{t}} то называется расслоением Гуревича.

- Если в этом определении требовать лишь, чтобы {\displaystyle Z} было конечным полиэдром, то {\displaystyle p} называется расслоением Серра.

## Свойства
- Частным случаем расслоения Гуревича является локально тривиальное расслоение.
- Для расслоений Серра можно строить точную гомотопическую последовательность расслоения.